# Rugby San Donà
Il Rugby San Donà è un club italiano di rugby a 15 con sede a San Donà di Piave.
Fondato nel 1959 come Associazione Rugby San Donà e passato attraverso le denominazioni di Associazione Rugby Rosca San Donà e Amatori Rugby San Donà, nacque a opera di un gruppo di appassionati, affiliandosi lo stesso anno alla Federazione Italiana Rugby. La prima squadra militò stabilmente nel campionato di serie A dalla stagione 1979-80 a quella 2000-01 ed in quattro occasioni raggiunse le semifinali per l'assegnazione del titolo di campione d'Italia: nel 1989-90, 1991-92, 1992-93 e 1995-96.

## Storia
Il rugby arriva a San Donà di Piave alla fine degli anni cinquanta del secolo scorso per iniziativa di alcuni studenti, Mario Pacifici e Corrado Teso in testa, che avevano appreso i primi rudimenti della palla ovale presso il “Collegio Brandolini” di Oderzo. Dopo aver convinto alcuni amici fondarono L'Associazione Rugby San Donà esordendo ufficialmente già nel campionato 1960-61.
I successi non tardarono ad arrivare e dopo due stagioni si concretizzò la promozione in serie B al termine della stagione 1962-63. 
Al termine del campionato 1975-76 l'approdo in serie A, dove il Rugby San Donà rimase per alcuni lustri, meritando la stima e l'apprezzamento di tutto l'ambiente rugbistico, nelle varie strutturazioni che il campionato maggiore ha avuto.
La prima squadra arrivò a disputare, nell'allora Serie A1, ben quattro fasi finali per lo scudetto nelle stagioni 1989-90, 1991-92, 1992-93 e 1995-96.
Numerosi i giocatori che arrivarono a vestire la maglia azzurra della Nazionale maggiore: fra i più rappresentativi vi sono coloro che indossarono la fascia di capitano: Adriano Fedrigo (41 presenze a partire dal 1972); Giancarlo Pivetta, pilone dell’Italia dal 1979 al 1993 (46 presenze in Nazionale e due Mondiali: 1987 e 1991, quest'ultimo anche come capitano) e allenatore della squadra seniores nelle stagioni 2004 e 2005; Andrea Sgorlon (37 presenze tra il 1993 e il 1999, un Mondiale nel 1995 e Campione d'Europa nella finale di Coppa FIRA 1995-1997). Nella stagione 1992-93 il sudafricano Joël Stransky, poi Campione del Mondo 1995, veste la maglia del club che si classifica secondo al termine della stagione regolare, qualificandosi per i quarti di finale, dove supera il Tarvisium prima di arrendersi in semifinale al Benetton nel doppio confronto coi punteggi di 27-28 e 17-25.
Il San Donà rimase in massima serie fino agli inizi degli anni 2000 quando, complice l'avvento del professionismo e la trasformazione del campionato maggiore in Super 10 nella stagione 2001-02, il club retrocesse in serie A, dove rimase stabilmente fino alla stagione 2004-05.
Il 2005 fu un anno di grandi cambiamenti per il Rugby San Donà: il momento della retrocessione in serie B, avvenuto dopo la sconfitta nell'ultima partita dei play-off salvezza, portò la Società a ricostituirsi e a solidificare le proprie basi, variando la propria composizione dai vertici sino all'apparato tecnico, in modo da dedicare maggiori attenzioni al sempre florido vivaio del club e a dare nuova linfa alla prima squadra. 
Si formò il gruppo Amatori, al quale fecero capo numerosi giovani imprenditori locali, tra i quali molti ex-giocatori, con il preciso intento di riportare la Società ai fasti dei tempi migliori. Tali attenzioni portarono subito i primi risultati: dopo un solo anno in serie B l'Amatori Rugby San Donà tornò nuovamente a disputare il campionato di serie A nel 2006-07.
La stagione di serie A1 2011-12 segnò il ritorno del San Donà in massima serie, grazie alla finale vinta a Prato contro le Fiamme Oro col punteggio di 13-9, aggiudicandosi così la promozione in Eccellenza. Dalla stagione successiva la Società cambia logo e denominazione in Rugby San Donà, il club partecipa stabilmente al campionato d'Eccellenza con il nome di Lafert San Donà, per ragioni di sponsorizzazione. Nella stagione 2017-18 si classifica quinta in campionato, sfiorando l'accesso alle semifinali play-off, e vince il Trofeo Eccellenza in finale contro le Fiamme Oro per 24 a 0. Nella formazione titolare scesa in campo al Battaglini di Rovigo, guidata dall'allenatore Zane Ansell, ci sono gli azzurri Paul Derbyshire, Jaco Erasmus, Andrea Pratichetti, autore di una meta, e Matteo Falsaperla, capitano della Nazionale a 7.
Nella stagione 2025-26 la compagine societaria cambia e con essa anche la denominazione che diviene Rugby San Donà 1959 S.s.d.r.l.. Il direttivo della società, guidato dal presidente Cristiano Falcier viene nominato dall'associazione La Meta Comune in quanto socio unico della società sportiva.

## Cronistoria
| Cronistoria del Rugby San Donà |
| --- |
| - 1959 · 30 settembre: si costituisce l'Associazione Rugby San Donà - 1960-61 · Con la denominazione Associazione Rugby Rosca San Donà partecipa al campionato di Promozione Veneto nel girone B - 1961-62 · Con la denominazione Associazione Rugby Italux San Donà partecipa al campionato misto serie C Riserve - 1962 · Ritorno alla denominazione Associazione Rugby Rosca San Donà - 1962-63 · 1º girone C serie C Campione d'Italia di serie C promozione in serie B - 1963-64 · 4º girone C serie B - 1964-65 · 5º girone B serie B - 1965-66 · 7º girone B serie B - 1966 · 21 settembre: viene dichiarata decaduta l'Associazione Rugby Rosca San Donà e costituita l'Associazione Rugby San Donà - 1966-67 · 3º girone B serie B - 1967-68 · 2º girone B serie B - 1968-69 · 11º girone B serie B retrocessione in serie C - 1969-70 · 2º girone B serie C - 1970-71 · 1º girone B serie C Campione d'Italia di serie C promozione in serie B - 1971-72 · 1º girone B serie B 4ª nel girone finale - 1972-73 · 2º girone B serie B - 1973-74 · 7º girone A serie B - 1974-75 · 3º girone B serie B - 1975 · Cambio denominazione in Fracasso Rugby San Donà - 1975-76 · 2º girone A serie B promozione in serie A - 1976-77 · 14ª serie A retrocessione in serie B - 1977-78 · 2º girone A serie B - 1978-79 · 1º girone A serie B; 1ª nel girone promozione promozione in serie A - 1979-80 · 5ª serie A - 1980-81 · 6ª serie A - 1981-82 · 5ª serie A - 1982-83 · 4ª serie A - 1983-84 · 6ª serie A - 1984-85 · 9ª serie A - 1985-86 · 13ª serie A retrocessione in serie A2 Campione d'Italia Riserve - 1986-87 · 2ª serie A2 promozione in serie A1 - 1987-88 · 7ª serie A1 - 1988-89 · 5ª serie A1 - 1989-90 · 5ª serie A1; semifinali play-off - 1990-91 · 5ª serie A1 - 1991-92 · 3ª serie A1; semifinali play-off - 1992-93 · 2ª serie A1; semifinali play-off - 1993-94 · 6ª serie A1 - 1994-95 · 6ª serie A1 - 1995-96 · 5ª serie A1; semifinali play-off - 1996-97 · 9ª serie A1 - 1997-98 · 8ª serie A1 - 1998-99 · 8ª serie A1 - 1999-2000 · 6º girone B serie A1; 4ª nella poule salvezza - 2000-01 · 6º girone B serie A1; 5ª nella poule salvezza retrocessione in serie A2 - 2001-02 · 9ª serie A - 2002-03 · 10ª serie A - 2003-04 · 8º girone B serie A - 2004-05 · 11º girone A serie A retrocessione in serie B - 2005 · Formazione del gruppo Amatori Rugby San Donà - 2005-06 · 2º girone C serie B promozione in serie A - 2006-07 · 6º girone B serie A - 2007-08 · 7ª serie A1 - 2008-09 · 7ª serie A1 - 2009-10 · 5ª serie A1 - 2010-11 · 5ª serie A1 - 2011-12 · 2ª serie A1 Campione d'Italia di serie A promozione in Eccellenza - 2012 · Ritorno della denominazione Rugby San Donà - 2012-13 · 9ª Eccellenza - 2013-14 · 9ª Eccellenza - 2014-15 · 5ª Eccellenza - 2015-16 · 6ª Eccellenza - 2016-17 · 6ª Eccellenza - 2017-18 · 5ª Eccellenza Trofeo Eccellenza (1º titolo) - 2018-19 · 7ª TOP12 - 2019-20 · Campionato annullato rinuncia al TOP12 e riassegnazione alla serie B - 2020-21 · Campionato di serie B non disputato - 2021-22 ·6º girone 3 di serie B - 2022-23 ·3º girone 3 di serie B - 2023-24 ·1º girone 3 di serie B |

## Settore giovanile
Il settore giovanile del Rugby San Donà presenta formazioni in tutte le categorie del mini rugby e junior, con formazioni dall'Under-6 all'Under-18.
La squadra juniores si è aggiudicata il massimo campionato nazionale giovanile nella stagione 1987-88, come Fracasso San Donà, superando in finale il CUS Roma per 13-6; tre anni più tardi, nel 1990-91, disputò nuovamente la finale abdicando al Benetton.
La formazione giovanile Under-17/18 ha vinto per due volte il campionato italiano nel 1986-87 e, più recentemente, nel 2005-06; mentre, la categoria Under-15/16 è stata campione d'Italia nel 1984-85.
Inoltre, il settore del rugby di base vanta quattro affermazioni nel Trofeo Topolino con le categorie Under-8/9 (1998), Under-12/13 (2003, 2013) e Under-14/15 (2004).

## Stagioni sportive
Le stagioni sportive del club si riferiscono ai soli campionati maggiori professionistici di Lega.

## Palmarès
- Trofei Eccellenza : 1
2017-18

## Giocatori di rilievo

### Azzurri
Di seguito elencati i giocatori internazionali per l'Italia durante il periodo di militanza nella Società sandonatese. Nel corso degli anni, diversi atleti del club indossarono la maglia azzurra della nazionale maggiore nonché quelle delle rappresentative giovanili; tra tutti i giocatori vengono ricordati in particolare coloro che hanno rivestito i gradi di capitano dell'Italia: Adriano Fedrigo, Giancarlo Pivetta e Andrea Sgorlon.
- Rodolfo Ambrosio
- Simone Babbo
- Mauro Dal Sie
- Vittorio D'Anna
- Giuliano Faltibà
- Adriano Fedrigo
- Paolo Fedrigo
- Gianni Franceschini
- Mario Fumei
- Fabio Gumiero
- Gustavo Milano
- Antonio Piazza
- Giancarlo Pivetta
- Guido Porcellato
- Andrea Sgorlon
- Claudio Torresan

Altri sandonatesi come Enrico Bacchin e Matteo Zanusso vestirono l'azzurro pochi anni dopo aver lasciato il club.

### Internazionali stranieri
Fra i giocatori stranieri di maggior rilievo internazionale si ricordano il sudafricano campione del mondo Joël Stransky e l'argentino Fabián Turnes negli anni 1990; mentre, più recentemente, negli anni 2010 si annoverano: Hilton Lobberts (Sudafrica), Maama Molitika (Tonga) e gli italiani Jaco Erasmus e Paul Derbyshire, entrambi capitani della formazione bianco-celeste. Inoltre, durante il periodo di militanza a San Donà, Umberto Pilla venne selezionato nella nazionale tedesca per disputare due partite di qualificazione alla Coppa del Mondo 2015.